# Gekijōban Naruto Shippuden: Kizuna
Naruto Shippuden the Movie: Bonds (劇場版 NARUTO−ナルト− 疾風伝 絆, Gekijōban Naruto Shippūden: Kizuna)  é um filme de animação japonês de baseado na série de mangá e anime Naruto, de Masashi Kishimoto. Lançado em 2 de Agosto de 2008, foi anunciado na Weekly Shōnen Jump juntamente com a data de lançamento do DVD para o primeiro filme  Shippūden . Além disso, o trailer para o segundo filme exibido com os episódios 40 e 41, e novamente com o episódio 66 e 67. Nos episódios 70 e 73, a seqüência de abertura foi substituída por imagens do filme. Sua versão em inglês foi lançada em DVD e Blu-ray em 25 de outubro de 2011 na América do Norte. Seu tema musical "No Rain No Rainbow" foi cantada por Home Made Kazoku.

## Enredo
Não há muita disponibilidade de informações sobre o que se sucederá nesse novo filme da série de Anime/Mangá Naruto. Porém sabe-se que o filme tratará sobre o foco principal da série Naruto: Shippuden, o inevitável confronto entre os dois personagens principais, Sasuke Uchiha (Antagonista) e Naruto Uzumaki (Protagonista). A trama do filme se desenrola envolta de uma nação nômade de Ninjas-Voadores que ataca o mundo da série Anime/Mangá Naruto. E para cessar, e reprimir, essa violenta invasão Naruto Uzumaki e Sasuke Uchiha lutarão lado a lado.
Neste filme aparecem novos personagens como: Amaru, uma garota que tem um forte laço com Shinnou, que no final do filme, acaba virando o vilão da história; os Sora-nin (ninjas do céu), e outros. Também jutsus desconhecidos, como uma variação do Rasengan (Tatsumaki Rasengan). No começo, os sora-nin atacam a Vila Oculta da Folha, destruindo tudo o que vêem. Nisso, a Quinta Hokage, Tsunade, ordena sua assistente, Shizune, para mudar o alerta para o nível 3. Enquanto isso, Naruto Uzumaki vê a destruição que os sora-nin fizeram e ajuda um senhor de idade, que estava tentando levantar uma tora de madeira. O idoso dá uma olhada na vítima que estava debaixo da tora, e vê que ele estava com um problema pulmonar. Ele corta um "canudo" de vidro, e finca no pulmão da vítima, fazendo com que o ar dela saísse. Assim, Naruto Uzumaki Pôde levar a vítima em segurança para o hospital.
No dia seguinte, Naruto Uzumaki encontra com Shinnou, o senhor de idade que ele ajudou, e seu pupilo, Amaru. Eles conversam um pouco, e Naruto Uzumaki pergunta se eles iriam ficar na Vila Oculta da Folha. Amaru afirma que sim, falando que Shinnou construiu um escritório na Vila da Folha. Sakura Haruno e Hinata Hyuuga aparecem, dizendo que Naruto Uzumaki e elas precisavam ir em uma missão. Sakura Haruno deu para Naruto Uzumaki um amuleto de Jiraya, que fazia com que a Kyuubi não fosse libertada (ou, se o poder fosse liberado, Naruto Uzumaki teria que olhar para o amuleto para retornar ao normal). Então, Amaru e Shinnou resolvem ir também, assim, os guiando na missão (que era ir até a vila natal de Amaru, para evitar um ataque dos sora-nin). No meio do caminho, eles passaram por um rio, em um barco. Naruto Uzumaki pergunta o porquê de ir pelo rio. Sakura Haruno diz que na floresta, há animais venenosos, e no fundo do rio também. Hinata Hyuuga, com seu Byakugan, vê um chakra do tipo Fuuton (vento) e descobre que era um sora-nin. Então, todo mundo vira os barcos, e se escondem abaixo deles. Depois que o sora-nin foi embora, eles desviraram os barcos e Naruto Uzumaki puxa a jaqueta de Amaru, mas ele não estava nela. Só então, Naruto Uzumaki mergulha e vê que Amaru foi buscar um bisturi, que caiu no fundo do rio, e que foi dado por Shinnou. Ele pegou o bisturi, mas ficou preso entre as algas, e se afogou. Nisso, Naruto Uzumaki o salva, mas, dentro do barco, ele percebe que Amaru é uma menina, e não um menino, por causa da cintura afinada e dos seios. Naruto Uzumaki fica envergonhado, e Amaru também, e veste a sua jaqueta. Então, ela viu que Naruto Uzumaki foi mordido por um peixe venenoso, e ele desmaia. Amaru vê que era uma situação arriscada, assim ela chama todos até a terra firme, onde ela extraiu o veneno. Shinnou ficou orgulhoso, e, assim, Amaru fica muito feliz e teve muita auto-confiança. Depois de se recuperar, Naruto Uzumaki e os outros seguiram em frente. No meio da floresta (no local seguro, onde não havia animais venenosos), Naruto Uzumaki diz para Amaru que ele viu no barco, alguma coisa com a forma de uma cintura afinada e seios, e pergunta se Amaru era uma menina. Ela afirma, com a cara emburrada, mas Naruto Uzumaki pergunta porque ela se veste assim, e ela afirma que naquela ocasião era mais fácil ir como um menino. Sakura Haruno vê uma fumaça, que parecia vir da vila de Amaru. Lá, Amaru pisa em uma armadilha com kunais, mas foi salva por Shinnou, que estava em grande risco de morte por ser atingido pelas kunais. Shinnou entrega o lenço preto que usava na cabeça (Amaru também usa, para esconder o seu cabelo comprido e parecer com o seu Sensei) para Amaru, que começa a chorar, pedindo para ele resistir, mas não resiste. Amaru chora muito, quase revelando sua voz fina de uma menina. Para ela se sentir em paz e chorar pela morte de Shinnou, Naruto Uzumaki, Sakura Haruno e Hinata Hyuuga resolvem deixá-la sozinha. Naruto Uzumaki sugere buscar mais vítimas, e Sakura Haruno e Hinata Hyuuga concoradam, batendo em reirada. Amaru, ainda chorando, retira o seu lenço da cabeça, e coloca o de seu sensei no rosto, lembrando os bons momentos que tiveram, e acaba revelando a sua voz fina.
Enquanto isso, Naruto Uzumaki e Sakura Haruno estávam vasculhando umas ruínas, e se deparam com Amaru (que se vestiu como um menino novamente), mas Amaru tinha liberado o Reibi (Zero Caudas), e este afirma que queria ódio nos corações para ficar mais forte. Nisso, Sakura Haruno tenta dar um soco no Bijuu, mas, acaba sendo nocauteada, e desmaiou. Naruto Uzumaki é agarrado pelo Reibi, e não conseguiu impedir que a Kyuubi se soltasse até a quarta cauda. Mas, o amuleto de Jiraya cai no chão, e Naruto Uzumaki volta ao normal, e Amaru também. Naruto Uzumaki, depois que Sakura Haruno ficou consciente, entrou nas ruínas da Ancor Vantian, a fortaleza dos céus, junto com Amaru, para resgatar as vítimas. Sakura Haruno disse que iria buscar reforços para ajudá-los. Nas ruínas, havia alguns sora-nin, que estavam de guarda, mas Naruto Uzumaki nocauteia todos, e Naruto Uzumaki e Amaru chegam numa sala, onde Shinnou estava sentado em um trono. Amaru fica "feliz da vida" por ver que o seu sensei estava vivo, mas Naruto Uzumaki estranha pergntando porque o velho estava vivo, sem um corte. Shinnou afirma que era muito fácil enganar ninjas como Sakura Haruno e Hinata Hyuuga, e ele também disse que achou outro corpo e que o substituiu, com um jutsu, e que se curou com o Kassei No Jutsu (um jutsu de cura). Amaru, que estava feliz, agora ficou chocada, pois viu que o seu sensei estava a enganado o tempo inteiro, e nisso, Shinnou pega pelo lenço da cabeça de Amaru e a joga, mas o lenço acaba ficando na mão de Shinnou, e assim, Amaru fica como uma garota. E então, Shinnou faz com que Amaru libere somente o chakra do Reibi, e assim, Shinnou o possui. E fala que o chakra negro (do Reibi) não serve somente para reviver o Reibi, e sim, para dar poder ao usuário. E assim, Shinnou libera muito chakra nago, e Amaru fica com uma dor de cabeça insuportável, mas Naruto Uzumaki a abraça, e com raiva, parte para cima de Shinnou, mas é golpeado bruscamente. Shinnou diz que com o Kassei No Jutsu e o chakra negro, é possível abrir todos os Hachimon Tonkou, até o da morte, que ele não morrerá.
Após isso, Naruto o ataca, mas foi em vão. Foi novamente para o ataque, conseguiu derrubá-lo, e acertou um Rasengan em Shinnou. Naruto foi ver se Amaru estava bem, mas, ao virar para trás, viu Shinnou em pé, regenerando os músculoas, e este diz que usando o Chakra Negro mais os jutsus medicinais, era possível regenerar os músculos e deixá-los mais fortes. Um momento depois, Shinnou aparece por trás de Naruto e acerta um Chou Kassei Ken, que o deixou ferido.
Depois de um tempo com Shinnou dizendo "Mestre? Amor? Então vamos considerar isso. No que o amor da Amaru se transformou?" Amaru acorda, assustada, e Naruto, com muita raiva, avança sobra Shinnou, mas este libera uma massa de Chakra Negro, jogando Naruto para trás e preocupando Amaru. Naruto avança novamente, mas é golpeado um pouco e recebe um Kassei Ken. Naruto voa para trás, caindo no colo de Amaru. Esta resolve enfrentar Shinnou, e pega o seu bisturi, mas, ela acaba se lembrando de seu "bom sensei" dizendo uma frase "Do mesmo jeito que há uma espada para tirar vidas, há uma para salvá-las". Amaru começa a chorar com o bisturi na mão. Naruto começa a se levantar e fala para Amaru que ele pode lutar e não dá a mínima se ela está frustrada. Amaru ameaça enfiar o bisturi em sua garganta, se lembra de Shinnou enfia a faca no braço de Naruto Uzumaki, já que este abraça Amaru, sussurrando que ela estava errada.Amaru fala o que sentia pelo Sansei, que começa a rir, e Naruto dá um combo nele terminando com um soco na cara e o xingando de lixo.Naruto carrega o Oodama Rasengan é fala: "Eu nunca vou te perdoar!".
Naruto parte para cima mas o jutsu o desviado por Sasuke Uchiha.Ele desce no chão e fala que isso era imprevisto, mas Orochimaru quer pegar o poder de Shinnou emprestado.Shinnou recusa e Sasuke aparece atrás dele o empurra.Sasuke pede que Shinnou mostre a ele o seu poder mas quando ele iria fazê-lo, ele envelhece instantaneamente.Shinnou percebe que Sasuke Uchiha cortou sua corrente de chackra no momento em que iria receber o Rasengan.
Sasuke diz que só quer seu poder emprestado.Shinnou dá um pergaminho a Sasuke e aciona uma alavanca que o joga num alçapão.Sasuke decide seguir Shinnou, e Naruto avisa para Amaru que vai atrás deles.Sasuke e Naruto vão correndo atrás dele. Naruto faz perguntas para ele, que ele não responde. Chegam a uma sala com escrituras estranhas na parede e encontram Shinnou e um tipo de órgão, e Sasuke tenta fazer a Chidori mas é sugada para o órgão.Shinnou fala que aquele é o coração do Reibi, e, também suga chackra e converte em energia.Shinnou fala também que estão impotentes e perdendo chackra.Os dois ignoram a perda de chackra e partem para cima dele.Shinnou é absorvido pelo Reibi e explica que o Ancor Vantiam não é uma mera fortaleza voadora, e sim uma fonte de poder enorme capaz de destruir o Mundo ninja.O Ancor Vantiam dispara um tiro de fogo (Katon) e explode uma montanha.O tiro percorre até as bases de navios do Céu. Kakashi Hatake, Shikamaru Nara,Shino Aburame e Sai se empressionam.
O Reibi aparece no órgão e se elogia.Sasuke e Naruto partem para cima e o Reibi manda tentáculos,Sasuke desvia facilmente, mas de repente é capturado, enquanto Naruto cai nos tentáculos logo de cara.Reibi quer absorver Sasuke primeiro, Naruto tenta se soltar mas não consegue.Amaru vai atrás dos dois, mas não vê onde eles entraram, mas acha os habitantes da aldeia numa grande jaula.Ela vê Hinata Hyuuga que fala que a cela suga chackra.Ela pede que tirem eles dalí. Amaru acha um tipo de alarme no teto e acha que é ali.Amaru quebra o alarme e pega o bisturi e enfia no buraco.
Enquanto isso Naruto e Sasuke estão sendo chocados nas mãos do Reibi.Eles vão perdendo chackra.Sasuke tem a ideia de dar chackra máxima ao Zero Caudas fazendo o transbordar de chackra. Para terminar Naruto usa o Tatsumaki Rasengan, o Reibi faz uma barreira de chackra e Sasuke facilmente com a Chidori Nagashi destrói a barreira fazendo o Rasengan atingir o Reibi, o jogando na parede com uma pressão incrível.
As correntes que davam chackra ao Reibi se partem. Agora a missão de Sasuke e Naruto é destruir o Ancor Vantiam. O Reibi sobrevive sem suas "rédeas", de acordo com as informações de Shinnou. Ele disse que isso só aconteceu porque Sasuke e Naruto não sabem de nada e libertaram o Reibi e o mesmo crava tentáculosno chão, Sasuke foge e Naruto é "pego pelos tentáculos". Sasuke passa pelos soldados do Céu e Naruto também. Os soldados são pegos pelos tentáculos. O Ancor Vantiam é destruído(uma parte), todos da aldeia entram num barco voador e Amaru quer apertar a alavanca para voar. Naruto toma posição e aperta a alavanca, Amaru resiste e Sasuke a joga no barco.Os tentáculos do Reibi no Meihiru alcançam a ponte de lançamento do barco, mas Sasuke Uchiha corta-os. O barco é lançado ao ar, mas Naruto dá um Rasengan na ponte e Sasuke cai(usa o Cursed Seal e abre suas asas). Naruto destrói o Ancor Vantiam com vários Kage Bunshin e se joga dele antes de ser destruido, mas Amaru o agarra e cai na barriga de um sapo invocado por Jiraiya e assim acaba o filme.

## Personagens

### Personagens da série
- Naruto Uzumaki
- Sakura Haruno
- Sasuke Uchiha
- Kakashi Hatake
- Sai
- Hinata Hyuuga
- Hyuuga Neji
- Shikamaru Nara
- Chouji Akimichi
- Shino Aburame
- Shizune
- Tsunade Senju
- Jiraiya

### Personagens Específicos do filme
- Amaru

### Vilões
- Shinnou
- Reibi no Menhiru